# Иренек
Иренек (Кайракан-Ярынак, Иреняк, Ернак, Эренек, рус. Еренячка Ишеев; хак. Чарнах, хак. титул. Ӧҷең-пиг; ? — сентябрь 1687 года) — бек Алтысарского улуса, впоследствии правитель - тархан яйзан Хонгорая.
При поддержке джунгарских ханов Сенге и его младшего брата Галдан-Бошогту сумел объединить под своей властью все улусы. При нём Хонгорай играл роль младшего союзника Джунгарского ханства. Иренек сумел надолго приостановить продвижение русских в Южную Сибирь.

## Семья
Иренек был третьим сыном бека Алтысарского улуса и правителя Хонгорая Ишения Номчиева, а также он был внуком князя Номчи.
У него была супруга - княгиня Чошку.

## Деятельность
В 1658 году унаследовал власть в Алтысарском улусе и Хонгорае.
В 1665 году в улусе Иренека было враждебно встречено направлявшееся из Томска к Алтын-хану Ловсану русское посольство, возглавляемое Романом Старковым и Степаном Бобарыкиным. Русские до этого не оказали кыргызам обещанной военной помощи против монголов. Старков просил алтын-хана Ловсана выдать Иренека русским.
Летом 1666 года, за год до разгрома государства Алтын-ханов джунгарами, Иренек во главе конного отряда из 300 человек переправился через Енисей и начал войну против принявших подданство России, захватив Удинский острожек. На обратном пути кыргызов догнал атаман Елисей Тюменцев со 100 пешими людьми на судах. 2 сентября 1666 году на реке Иштыюле Иренек потерпел поражение и, бросив пушечную казну, лошадей и пленников, ушел к себе. В том же году красноярский воевода Г. П. Никитин отправил «в Киргизы» послов. Брат Иренека Айкан Ишеев им сказал: «…только де великого государя подгородные качинские и аринские служилые ясачные татаровя калмыцкому Сенге-Тайше ясаку не дадут, де будут на них войною…»
В мае 1667 года вместе с джунгарами князь Иренек совершает поход на Красноярск. Воеводы знали о готовящемся походе и подготовились к обороне. 13 мая началась осада города. Красноярцы потеряли 125 человек из гарнизона, 48 человек добровольцев, 17 подгородных татар и 9 человек из вспомогательного отряда, присланного из Енисейска. Окрестные села и деревни были сожжены, кони и рогатый скот угнаны, но острог взять не удалось. Джунгары и кыргызы согласились снять осаду на условии обмена аманатов-заложников.
В сентябре 1667 года Иренек повторил набег на Красноярск.
15 августа 1668 года из Томска к джунгарам было отправлено посольство Матвея Ржицкого, безрезультатно выразившее протест по поводу действий князя Иренека.
Весной 1669 года Иренек попытался уладить отношения с русскими властями. Кыргызы поймали красноярских сборщиков ясака и привели их к Иренеку. Тот отпустил их домой и просил передать воеводе, что он желает мириться. Вместе с ними Иринек отправил своего представителя для заключения мира. Красноярский воевода решил выяснить намерения Иренека и отправил к нему послом Якова Зыряна. Но переговоры не состоялись, потому что «в Кыргызы» приехал джунгарский наместник Киличин Кошиочи, и Иренек не пожелал при нём вести переговоры с русскими.
В 1670 году Иренек начал подготовку к новому походу. Он хотел отторгнуть своих бывших кыштымов от России. Собственных сил у него было недостаточно, поэтому осенью он вместе с тубинским князем Талаем Иликовым поехал к джунгарам просить помощи. Однако из-за смены власти у джунгар поход не состоялся.
В 1671 году Иренек снова требовал от красноярского воеводы ясак с качинцев и аринцев теперь уже от имени Галдана. 26 июля 1671 года красноярцы били челом государю и просили «смирить киргизов и тубинцев войной и на их земле построить острог». Иренек не отказывался от мысли отвоевать у русских своих кыштымов. По его просьбе на помощь к нему прибывают джунгарские войска.
9 октября 1672 года воевода А. И. Сумароков предложил кыргызам перейти в подданство России и дать шерть (присягу на верность договорным отношениям). Иренек занял непримиримую позицию, и шертовать отказался, а сам потребовал ясак с качинцев и аринцев для джунгарского хунтайджи Галдана Церена, в случае отказа он угрожал войной.
В сентябре 1673 года джунгарско-кыргызские воины выступили в поход в двух направлениях. Один отряд во главе с Иренеком и джунгарским тайджи Должином 15 сентября пошел на Кузнецк. Второй отряд под начальством алтысарского князя Шанды Сенчикенева 20 сентября появился под Томском, затем в Енисейском уезде.
В 1675 году на острове Карагас (Сосновый), несколько ниже устья реки Абакан, русскими был сооружен острог. Иренек дважды штурмовал крепость, пытался поджечь её, но безуспешно. В том же году Иренек в течение трех дней осаждал новопостроенный Караульный острог, но казаки во главе с пятидесятником Осипом Мезениным отстояли его. Осенью 1675 года Иренек и другие кыргызские князья были вызваны в Джунгарию. Там они находились около года.
В 1676 году Иренек также вызывался в Джунгарию.
В сентябре 1677 года новый красноярский воевода Д. Г. Загряжский вновь предложил кыргызам «бить челом государю», принять российское подданство. Все предложения были отвергнуты. Однако уже в октябре 1677 года Иренек послал в Томск и Красноярск своих представителей, которые просили «принять их под государеву руку в вечное холопство» и просили прислать к ним атамана Родиона Кольцова со служилыми людьми, чтобы дать шерть государю.

Переговоры возобновились. В Красноярске был составлен текст шертовальной записи, в которой кыргызам навязывались односторонние обязательства. Однако переговоры о мире пошли не по тому сценарию, который был разработан в Красноярске. Инициативу взял в свои руки сам Иренек. Он добился того, что обе договаривающиеся стороны брали на себя определённые обязательства. Одним из пунктов договора было обоюдное обязательство о выдаче беглых. Обе стороны обязались не приходить войной друг на друга. Присягали кыргызы на верность государю на той же реке Тоочаке, где ещё в 1642 году шертовал отец Иренека князь Ишей. От имени своих улусов шертовали алтысарские, езерские, тубинские и моторские лучшие князья по два человека от каждого рода. Текст присяги гласил:

 «… чтоб им быть кыргызам, и алтысарам, и езерцам, и моторцам, и тубинцам под государскою высокою рукою в вечном холопстве против прежние шерти отца своего, что им, кыргызам, служить великим государем и прямить и всякого добра хотеть против шертовальной записи». Кыргызы обещали сообщать о приходе воинских людей под государские городы и уезды с войною, оказывать военную помощь государевым ратным людям, «в Томской и на Красный Яр и в Кузнецы аманатов давать по-прежнему добрых людей». По шертовальной записи кыргызы должны были платить ясак с кыштымов, «которые в прежних годех великим государем ясаку не плачивали».

 С Родионом Кольцовым Иренек отправил на имя государя письмо на монгольском языке. В письме Иренек вину за войну возлагал на самих русских. Затем он вкратце изложил содержание заключенного договора, где упомянул лишь о взаимных обязательствах сторон. Иренек совершенно умолчал об уплате ясака и строительстве острога, чего так усиленно домогались русские. Таким образом, Иренек проявил себя умелым дипломатом и добился большого успеха. Акад. С. В. Бахрушин по этому поводу отметил: 

«Надо признать договор 1678 года крупной дипломатической победой киргизского князька. Ему удалось, благодаря военной поддержке джунгар, добиться осуществления условий, на которых настаивали его отец и дядя ещё в 1627 году, признания союзнических отношений, вместо ясачных»
.
В июне 1678 года Иренек отправил в Томск своего посланца, и в том же году опять ездил в Джунгарию.
Мир, установленный в 1678 году, был непрочным. Московские власти были не удовлетворены тем, что не сумели добиться согласия Иренека на строительство острога. В январе 1679 года государь снова указал заложить острог в Тубинской земле, где удобно «воинский приход переняти». Сибирские власти начали готовиться к большому походу общими силами Томска, Красноярска, Енисейска и Кузнецка. Поход должен был возглавить томский сын боярский Роман Старков, и приказ о его выступлении прибыл из Москвы в Томск в начале июня 1679 года. Томский воевода Львов назначил поход на 10 августа.
Но Иренек опередил русских. Неожиданно, 15 июля 1679 года под Красноярск пришли «безвестно изгоном киргизские и алтырские, и езерские воинские люди, и кизыльские татары». Кыргызы сожгли две деревни под городом, побили в них служилых людей и пашенных крестьян, а жён их и детей взяли в плен, и скотину отогнали. В Кыргызы были уведены качинские, аринские, ястынские и бохтинские ясачные татары с женами и детьми (171 человек). Иренек пытался взять острог, сражение продолжалось трое суток «безпрестанно». Не добившись успеха, кыргызы ушли к себе.
Этим выступлением Иренек расстроил планы сибирских воевод. Поход, намеченный на август 1679 года, не состоялся. Загряжский без помощи Томска и Енисейска не рискнул отправить служилых людей в погоню за Иренеком.
Иренек же попытался закрепить успех. Он собрал большое войско из кыргызов, алтырцев, тубинцев, моторских татар, байкотовцев, аринцев, качинцев и других кыштымов, и выступил в новый поход на Красноярск. На этот раз застать врасплох город не удалось.
В сентябре 1679 года Иренек обложил Красноярск по обе стороны Енисея, окрестности подверг опустошению, сжег 16 деревень, а в них 143 двора, город же пытался взять приступом. 14 сентября целый день продолжалось сражение. Чтобы спасти город, гарнизон пошел на крайние меры. Служилые люди вывели аманатов и их кашеваров — всего семь человек и, на глазах наступавших, повесили. Из тюрьмы выпустили ссыльного полковника Василия Многогрешного (брата украинского гетмана Демьяна Многогрешного, сосланного в Селенгинск) и поручили ему командование гарнизоном. Несмотря на малочисленность, казаки совершили вылазку и вступили в сражение в открытом поле. В бою чуть было не погиб сам Иренек, выбитый из седла. Кыргызы не устояли перед огнём артиллерии, которой руководил Многогрешный, и отступили. Преследуемый красноярскими служилыми людьми, Иренек ушел, угнав с собой из-под Красноярска почти всех ясачных людей.
В начале 1680 года во исполнение царского указа и в ответ на кыргызские набеги, сибирские воеводы организовали большой поход под руководством Романа Старкова. Иренек долго маневрировал, изматывая противника. 9 февраля трижды в расположении русских приезжал джунгар Барчикай в качестве посредника. Было объявлено перемирие. Барчикая проводили с честью, а сопровождавшие его кыргызы, на время перемирия остались в расположении русских. Красноярцы убили безоружного кыргыза. Узнав об этом, Иренек со своими людьми отступил.
10 февраля 1680 года служилые люди снова пошли на кыргызов. Тогда Иренек снова запросил мира. В ходе сложных переговоров Иренек согласился дать присягу на верность русскому царю, был согласен на оборонительно-наступательный союз против всех неприятелей, кроме Галдана. Затем договорились о возвращении ачинских пушек и о выдаче аманатов. После шертования князья уехали к себе в полк. Скоро выяснилось, что Иренек не собирается безусловно выполнять условия договора. Аманата он прислал «плохого», дальнего своего родича; пушкари, ездившие за пушками, вернулись ни с чем. 12 февраля Старков и Гречанинов послали своих людей к Иренеку требовать лучшего аманата, немедленной уплаты ясака и выдачи пушек. Иренек переменить аманата отказался, для ясака предложил оставить несколько служилых людей и, не дожидаясь окончания переговоров, отступил. Кыргызы угнали у русских лошадей. 23 февраля отряд двинулся назад, и с большим трудом 14 марта ратные люди дошли до Томска. Теперь была установлена граница между русскими и кыргызскими владениями. Этой границей была признана река Июс. Договорились за Июс войной друг к другу не ходить.
С. В. Бахрушин в связи с этим отметил: 

«Принцип суверенной равноправности киргизского князя и московского государя, против чего так протестовали в Москве, был, таким образом, вновь подтвержден».

 Итак, поход Старкова закончился безрезультатно.
В 1682 году был организован новый поход, в котором участвовали служилые люди Тобольска, Тары, Томска и Кузнецка. Перед тобольским воеводой Иваном Суворовым ставилась задача: «Смирить киргиз за многое воровство, за их измену и на их земле, на Абакане, построить острог». В нарушение инструкции, Суворов выступил в поход не зимой, а летом. В июне 1682 года с отрядом из 1075 человек он прибыл на устье речки Ербы, где к нему должны были присоединиться енисейцы и красноярцы, но те к условленному месту не подоспели.
Иренек был извещен о готовящемся походе, и был готов его отразить. Собрав около 4 тысяч воинов, он сам напал на отряд Суворова. Используя численное превосходство, кыргызы поражали неприятеля копьями. Суворов убедился, что «с киргизы биться невмочь», и начал отступать. Иренек в течение 10 дней преследовал войско Суворова до Чёрного Июса. Войско Суворова понесло большие потери: убито 61 человек и ранено 69, был ранен и сам предводитель. Поход закончился большим позором для Суворова: в бою кыргызы захватили два знамени; в том числе одно полковое с изображением Михаила Архангела. Иван Гречанинов, посланный к Иренеку, был вынужден согласиться на установленные границы между Россией и Кыргызской землей, иначе говоря, отказаться от притязаний на эту территорию. Границей снова была признана река Июс. Таким образом, все походы, организованные в 1680-1682 годах с целью овладеть Кыргызской землей и построить там острог, оказались неудачными.
Причины поражения заключались не только в несогласованности действий сибирских воевод. Им противостояли хорошо организованные кыргызские воины-дружинники (по русской терминологии — «боевые люди»), которым воинское дело было «за обычай». При поддержке ополченцев они представляли внушительную силу, с которой было вынуждено считаться царское правительство России. Немаловажная роль принадлежала князю Иренеку, который сумел объединить ранее разобщенные княжеские улусы.

### Мирный договор с Россией
Весной 1683 года посольство во главе с сыном боярским Иваном Петровым привезло Иренеку указ великих государей, где было написано, чтобы кыргызы государям служили и прямили, под городы и остроги войной не ходили, ясашных государевых людей не грабили и ясаку с них на себя не собирали, из горных и порубежных волостей ясаку собирали без недобору и присылали в Томск. На этих условиях кыргызы должны были учинить шерть, пить вино и золото. Петров и Поспелов говорили Иренеку, чтобы он вернул пушки, знамя и отгонных лошадей, ружья и панцири, а в аманаты дал бы своего сына. Князь Иренек ответил, что он шерть даст на том, что русские города и остроги воевать не будет, ясак на государя с горных и порубежных волостей давать будет по-прежнему, ясашных государевых людей грабить не будет, в аманаты сына своего даст, но на Бошокту-хана ясак собирать будет. Трофеи вернуть он отказался, «потому де взято войною за боем».
Русские посланники хотели, чтобы Иренек собирал ясак только на государя, и настаивали, чтобы Иренек шертовал на тех условиях, которые перечислены в наказе. Но Иренек с ними не согласился и сказал: «Пью де я великих государей вино и золото на том, что говорил прежнюю речь», налил чашку вина, и золота положа, выпил. Послы были вынуждены согласиться с его условием по поводу сбора ясака на джунгарского правителя. За Иренеком шертовали князья и лучшие люди.
Иренек просил пропустить в Москву своих послов Кубогая Кашку и Богдая. 14 мая 1683 года русские посланцы вместе с представителями Иренека приехали в Томск. Разрешение на пропуск кыргызских послов в Москву было получено. В качестве приставов их сопровождали И. Петров и А. Поспелов.
26 ноября 1683 года их принимал в Сибирском приказе боярин Иван Борисович Репнин. Послы подали ему «калмыцкое письмо» Иренека и сказали, что хунтайджи Галдан «Иренеку приходить под государевы города и остроги и биться с государевыми людьми не велел». Репнин в развязывании военных действий обвинил кыргызов. Затем он сказал, что великие государи велели принять князя Иренека и его людей под свою государеву руку. Репнин потребовал, чтобы кыргызы дали в своей земле поставить острог для их же защиты. Кыргызские же посланцы в развязывании войны обвинили сибирских воевод. Присягу, данную Роману Старкову, им пришлось нарушить, потому что он пошел на них войной. С Суворовым бились потому, что он сам пришел к ним войной и их, кыргыз, побивал. Захваченные трофеи они обещали вернуть. Вопрос о строительстве острога они обсуждать отказались, потому что у них не было полномочий вести переговоры на эту тему. Не удалось решить вопрос о сборе ясака с «порубежных волостей». Кубогай Кашка сказал, что кыргызы с этих волостей в давних пор собирают ясак на государя и себе с них берут албан. 28 ноября послы были на приеме у великих государей. В начале 1684 года послы в сопровождении Петрова и Поспелова с надежной охраной выехали из Москвы. Томские воеводы получили указание освободить из томской тюрьмы Таганая — сына погибшего князя Шанды.

Заключив мир с Москвой, Иренек продолжал собирать ясак для себя и джунгарского хана с ясачных людей, принявших подданство России. Иренек послал своих людей в Красноярск требовать с качинцев и аринцев албан на Галдана. В том же 1684 году к Иренеку вместе с возвращавшимися кыргызскими послами приехал томский сын боярский Иван Петров, который заключил новый договор на прежних условиях. Кыргызы обязались государю служить, на русские города, остроги и уезды войной не приходить, платить ясак с порубежных кыштымов в размере традиционных 100 соболей. Нарушение границ каралось с обеих сторон: 

«И буде русские люди будут ходить, и будут промышлять в урочищах, и тех де людей побивать, а после про тех людей не сыскивать, а буде наши люди или кыштымы будут ходить в русские урочища и станут промышлять, и тех наших людей тако же побивать и грабить».

## Смерть
Летом 1687 года Иренек с отрядом из 600 воинов по требованию Галдана отправился к нему на помощь против монголов. В сентябре на Алтае, недалеко от Телецкого озера, монголы преградили путь джунгарам и кыргызам, которые направлялись к джунгарскому хану. Сражение продолжалось четыре дня. Джунгары и кыргызы потерпели поражение. Джунгаров было убито несколько тысяч, а потери кыргызов составили 300 человек. Иренек с сыном Шапом и двумя пасынками погибли в сражении. Домой вернулись только 30 воинов, остальные попали в плен.

## Захоронение
По теленгитским легендам Иренек был похоронен на слиянии рек Башкаус и Чулышман в урочище Ала-Кайын. В 2013 году при содействии администрации Улаганского района был установлен памятник - кезер-таш на месте предполагаемого захоронения.

## Оценки
Смерть Иренека была тяжелой и невосполнимой утратой для кыргызов. В течение двадцати лет он вел борьбу против русских и сумел приостановить их дальнейшее продвижение на юг. Этот исторический деятель получил неоднозначную оценку в исторической литературе. Н. Н. Козьмин отмечал, что после него уже не встречаем у кыргызов равных по таланту и энергии вождей. Он писал: 

«Иренек — замечательная личность, человек выдающейся энергии и широкой инициативы»

Л. П. Потапов, напротив, резко отрицательно характеризовал деятельность этого князя: 

«Иренек был наиболее ярким выразителем разбойничьей идеологии и практики степняка-феодала, стремившегося к монопольному и безраздельному господству над киштымами, отдававшего свою выдающуюся энергию организации грабительских походов».

## Память
- Памятник князю Иренеку на горе Самохвал в городе Абакан Республики Хакасии. Скульптором выступил Вячеслав Кученов.
- 13 июня 2013 года в Улаганском районе в урочище Ала-Кайын на месте слияния рек Башкаус и Чулышман при содействии отдела культуры администрации МО «Улаганский район» был поставлен памятник - кезер таш Иренеку. Памятник установлен на легендарном месте его захоронения[5].